# Rhysolepis
Rhysolepis là một chi thực vật có hoa trong họ Cúc (Asteraceae).

## Loài
Chi Rhysolepis gồm các loài: